# A Simple Favor
A Simple Favor is een Amerikaanse dramafilm/thrillerfilm geregisseerd door Paul Feig en gebaseerd op het boek "Een kleine moeite" van Darcey Bell uit 2017. De cast bestaat uit Blake Lively, Anna Kendrick en Henry Golding. De film volgt het verhaal van een blogster uit een klein stadje die de verdwijning van haar mysterieuze en rijke vriendin probeert op te lossen. De film werd uitgebracht in de Verenigde Staten door Lionsgate op 14 september 2018.

## Plot
A Simple Favor focust zich op drie personages uit een klein stadje: een moeder en blogster (Anna Kendrick), haar rijke beste vriendin (Blake Lively), die plotseling verdwijnt, en haar man (Henry Golding). Het verhaal bevat intriges en bedreigingen, een lijk en de aanhoudende vraag wie wie bedriegt.

## Cast
- Anna Kendrick als Stephanie Smothers, een moeder en blogster
- Blake Lively als Emily Nelson, de beste vriendin van Stephanie die plots vermist raakt
- Henry Golding als Sean Nelson, de man van Emily
- Ian Ho als Nicky Nelson, de zoon van Emily en Sean
- Joshua Satine als Miles Smothers, de zoon van Stephanie
- Rupert Friend als Dennis Nylon, de baas van Emily.

## Marketing
Op 1 mei 2018 verwijderde Blake Lively al haar foto's van haar Instagramaccount om de film te promoten. De eerste trailer van de film werd een dag later vrijgegeven; de tweede trailer kwam uit op 24 mei 2018.